# Tapan (Basa Ampek Balai Tapan)
Tapan is een bestuurslaag in het regentschap Zuid-Pesisir van de provincie West-Sumatra, Indonesië. Tapan telt 4550 inwoners (volkstelling 2010).